# Patricio Hernández
Patricio José Hernández (San Nicolás de los Arroyos, 16 agosto 1956) è un allenatore di calcio ed ex calciatore argentino, di ruolo centrocampista.

## Caratteristiche tecniche
Mancino, giocava come regista e la sua specialità erano i calci piazzati.

## Carriera

### Giocatore

#### Club
Cresciuto nell'Estudiantes, con cui disputò nove stagioni vincendo un Campionato Metropolitano.
Nella stagione 1982-83 si trasferì in Italia al Torino: con i granata debuttò il 12 settembre 1982 in Torino-Avellino (4-1), mettendo anche a segno una rete.
Dopo due stagioni fu ceduto all'Ascoli: qui la stagione infelice, culminata con la retrocessione della squadra, fu caratterizzata dalla violenza di parte della tifoseria, che arrivò a uccidergli il cane con il veleno.
Nel 1985 ritornò in Argentina per giocare con Instituto, River Plate e Argentinos Juniors.
Nel 1989 andò in Messico per giocare una sola stagione col Cruz Azul. Torno poi all'Argentinos Juniors e chiuse la carriera con l'Huracán.

#### Nazionale
Esordì in nazionale maggiore nel 1979, ottenendo poi la convocazione per il Mondiale 1982, in cui non giocò nessuna partita. In totale con la Selección totalizzò 10 presenze senza mai andare in gol.

### Allenatore
Inizia la carriera di allenatore nel 1994, due anni dopo il suo ritiro, al Lanús, per poi sedere la stagione successiva su quella dei messicani del Santos Laguna.
Nel 1997-98 viene assunto dal Banfield, appena retrocesso in Primera B, con lo scopo di ottenere subito la promozione in Primera División.
A gennaio 1998 passa alla sua storica squadra da giocatore, l'Estudiantes. Porta la squadra appena al 12º posto nel Clausura 1998, e termina nella stessa posizione l'Apertura 1998. Durante il Clausura 1999 le cose non migliorano, anzi peggiorano e i tifosi lo contestano; a due giornate dal termine annuncia il suo addio a fine stagione.
La stagione successiva passa in Messico al Cruz Azul, dove rimane solo una stagione.
Nel gennaio 2001 accetta l'offerta del River Plate di fare da vice ad Américo Gallego. All'ultima giornata, nel match contro il Lanús, guida lui la squadra per via della partenza di Gallego dopo la rescissione consensuale del contratto, decisa a causa della sconfitta contro l'Huracán per la quale il River esce matematicamente dalla lotta per il titolo.
Nel 2002 è al club costaricano del Saprissa.
A settembre 2003 viene ingaggiato dal Nueva Chicago in sostituzione del dimissionario Alberto Márcico dopo cinque giornate di campionato. Non riesce a invertire la rotta e la squadra sprofonda sempre di più agli ultimi posti della classifica, così al termine dell'ultima giornata dell'Apertura 2004 rassegna le dimissioni.
Nel gennaio 2007 è tornato al Banfield per disputare il Clausura 2007, ma è stato esonerato il 16 marzo dopo la sconfitta casalinga con l'Estudiantes.
È capostipite di una famiglia di sportivi che hanno rappresentato l'Argentina a livello internazionale: suo nipote Juan Martín Hernández nel rugby e sua nipote María de la Paz nell'hockey su prato.
Nel 1997 ha fondato una squadra di calcio nella sua città natale, il San Nicolás Fútbol, per formare giovani giocatori. La squadra milita nelle divisioni regionali, e Patricio vi ha anche giocato qualche partita.

## Statistiche

### Presenze e reti nei club
| Stagione        | Squadra         | Campionato      | Campionato | Campionato | Coppe nazionali | Coppe nazionali | Coppe nazionali | Coppe continentali | Coppe continentali | Coppe continentali | Altre coppe | Altre coppe | Altre coppe | Totale | Totale | Totale |
| Stagione        | Squadra         | Comp            | Pres       | Reti       | Comp            | Pres            | Reti            | Comp               | Pres               | Reti               | Comp        | Pres        | Reti        | Pres   | Reti   |        |
| --------------- | --------------- | --------------- | ---------- | ---------- | --------------- | --------------- | --------------- | ------------------ | ------------------ | ------------------ | ----------- | ----------- | ----------- | ------ | ------ | ------ |
| 1982-1983       | Torino          | A               | 28         | 4          | CI              | 11              | 4               |                    | -                  | -                  |             | -           | -           | 39     | 8      |        |
| 1983-1984       | Torino          | A               | 29         | 11         | CI              | 11              | 3               |                    | -                  | -                  |             | -           | -           | 40     | 14     |        |
| Totale Torino   | Totale Torino   | Totale Torino   | 57         | 15         |                 | 22              | 7               |                    | 0                  | 0                  |             | -           | -           | 79     | 22     |        |
| 1984-1985       | Ascoli          | A               | 26         | 3          | CI              | 2               | 0               |                    | -                  | -                  |             | -           | -           | 29     | 3      |        |
| Totale carriera | Totale carriera | Totale carriera | 83         | 18         |                 | 25              | 7               |                    | -                  | -                  |             | -           | -           | 108    | 25     |        |

### Cronologia presenze e reti in nazionale
| Cronologia completa delle presenze e delle reti in nazionale ― Argentina | Cronologia completa delle presenze e delle reti in nazionale ― Argentina | Cronologia completa delle presenze e delle reti in nazionale ― Argentina | Cronologia completa delle presenze e delle reti in nazionale ― Argentina | Cronologia completa delle presenze e delle reti in nazionale ― Argentina | Cronologia completa delle presenze e delle reti in nazionale ― Argentina | Cronologia completa delle presenze e delle reti in nazionale ― Argentina | Cronologia completa delle presenze e delle reti in nazionale ― Argentina |
| Data                                                                     | Città                                                                    | In casa                                                                  | Risultato                                                                | Ospiti                                                                   | Competizione                                                             | Reti                                                                     | Note                                                                     |
| ------------------------------------------------------------------------ | ------------------------------------------------------------------------ | ------------------------------------------------------------------------ | ------------------------------------------------------------------------ | ------------------------------------------------------------------------ | ------------------------------------------------------------------------ | ------------------------------------------------------------------------ | ------------------------------------------------------------------------ |
| 12-9-1979                                                                | Berlino                                                                  | Germania Ovest                                                           | 2 – 1                                                                    | Argentina                                                                | Amichevole                                                               | -                                                                        |                                                                          |
| 16-9-1979                                                                | Belgrado                                                                 | Jugoslavia                                                               | 4 – 2                                                                    | Argentina                                                                | Amichevole                                                               | -                                                                        |                                                                          |
| 12-10-1980                                                               | Buenos Aires                                                             | Argentina                                                                | 2 – 1                                                                    | Polonia                                                                  | Amichevole                                                               | -                                                                        | 71’                                                                      |
| 15-10-1980                                                               | Buenos Aires                                                             | Argentina                                                                | 1 – 0                                                                    | Cecoslovacchia                                                           | Amichevole                                                               | -                                                                        | 76’                                                                      |
| 11-11-1981                                                               | Buenos Aires                                                             | Argentina                                                                | 1 – 1                                                                    | Cecoslovacchia                                                           | Amichevole                                                               | -                                                                        | Ingresso                                                                 |
| 9-3-1982                                                                 | Mar del Plata                                                            | Argentina                                                                | 0 – 0                                                                    | Cecoslovacchia                                                           | Amichevole                                                               | -                                                                        |                                                                          |
| 24-3-1982                                                                | Buenos Aires                                                             | Argentina                                                                | 1 – 1                                                                    | Germania Ovest                                                           | Amichevole                                                               | -                                                                        | 78’                                                                      |
| 14-4-1982                                                                | Buenos Aires                                                             | Argentina                                                                | 1 – 1                                                                    | Unione Sovietica                                                         | Amichevole                                                               | -                                                                        | 81’                                                                      |
| 5-5-1982                                                                 | Buenos Aires                                                             | Argentina                                                                | 2 – 1                                                                    | Bulgaria                                                                 | Amichevole                                                               | -                                                                        | 80’                                                                      |
| 12-5-1982                                                                | Rosario                                                                  | Argentina                                                                | 1 – 0                                                                    | Romania                                                                  | Amichevole                                                               | -                                                                        | 74’                                                                      |
| Totale                                                                   |                                                                          | Presenze                                                                 | 10                                                                       |                                                                          | Reti                                                                     | 0                                                                        |                                                                          |

## Palmarès

### Giocatore

#### Club

##### Competizioni nazionali
- Campionato argentino: 2

Estudiantes: Metropolitano 1982
River Plate: 1985-1986

##### Competizioni internazionali
- Coppa Libertadores: 1

River Plate: 1986
- Coppa Intercontinentale: 1

River Plate: 1986

#### Individuale
- Pallone d'oro (Messico): 1

1988-1989